# Hi Diddle Diddle
Hi Diddle Diddle (Brasil: Casados sem Casa / Portugal: Doidos por Saias) é um filme norte-americano de 1943, do gênero comédia, dirigido por Andrew L. Stone e estrelado por Adolphe Menjou, Martha Scott e Pola Negri.
Hi Diddle Diddle é uma produção do tipo comédia maluca, em que o principal destaque é a lendária Pola Negri, em seu penúltimo filme. Ela estava afastada de Hollywood desde 1932 e do cinema desde 1938.
A trilha sonora foi indicada ao Oscar.

## Sinopse

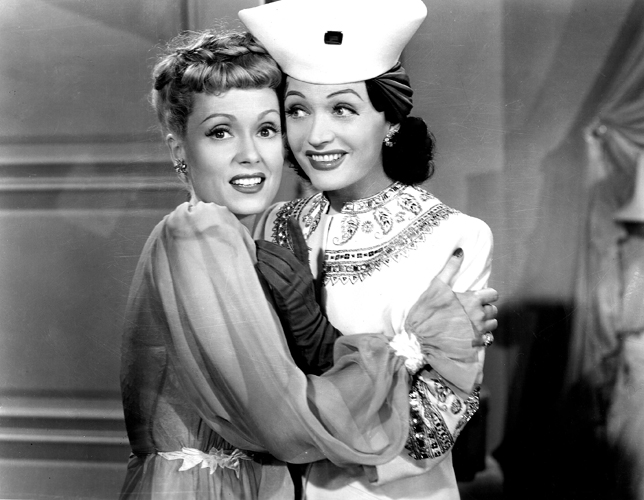
Martha Scott e Pola Negri em cena do filme

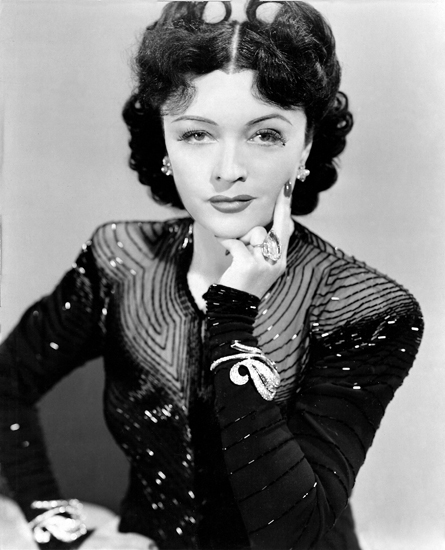
Pola Negri em foto de divulgação do filme

Sonny Phyffe, filho do vigarista Hector Phyffe e da temperamental Genya Smetana, está para se casar com Janie Prescott. Quando Liza, a mãe de Janie, é enganada e perde todo seu dinheiro, Hector (que se autointitula "Coronel") resolve ajudá-la a refazer suas economias. Como? Jogando na Bolsa e nos cassinos.

## Premiações
| Patrocinador                                  | Prêmio | Categoria                               | Situação |
| --------------------------------------------- | ------ | --------------------------------------- | -------- |
| Academia de Artes e Ciências Cinematográficas | Oscar  | Melhor Trilha Sonora (Drama ou Comédia) | Indicado |

## Elenco
| Ator/Atriz       | Personagem            |
| ---------------- | --------------------- |
| Adolphe Menjou   | Coronel Hector Phyffe |
| Martha Scott     | Janie Prescott Phyffe |
| Pola Negri       | Genya Smetana         |
| Dennis O'Keefe   | Sonny Phyffe          |
| Billie Burke     | Liza Prescott         |
| June Havoc       | Leslie Quayle         |
| Walter Kingsford | Senador Jummy Simpson |
| Barton Hepburn   | Peter Warrington III  |
| Georges Metaxa   | Tony Spinelli         |
| Marek Windheim   | Pianista              |
| Eddie Marr       | Michael Angelo        |
| Paul Porcasi     | Empresário            |
| Lorraine Miller  | A Amiga do Diretor    |
| Richard Hageman  | Boughton              |
| Bert Roach       | Taxista               |